# کیران لی
کیران لی (انگلیسی: Keiran Lee؛ زاده ۱۵ ژانویهٔ ۱۹۸۴) بازیگر و کارگردان و تولیدکننده فیلم پورنوگرافی بریتانیایی است. وی در حال حاضر با کمپانی برازرز قرارداد انحصاری بسته و در آنجا مشغول فعالیت است. لی در بیش از ۳۵۰۰ فیلم پورنو بازی کرده‌است.
لی آلت خود را با مبلغ ۱ میلیون دلار بیمه کرده‌است.

## زندگی
لی در منطقهٔ لیتل اوور در داربی، انگلستان به دنیا آمد. او نیمی هندی و نیمی انگلیسی است. پدر او اهل هندوستان است. در سن ۱۸ سالگی او به عنوان مدیر پروژه برای شرکت نتورک ریل کار می‌کرد.

## حرفه
کار کیران لی در حرفهٔ پورنوگرافی از زمانی آغاز شد که دوست او یک عکس برهنه از او در یک وبسایت مربوط به سکس ضربدری آپلود کرد. بعد از انتشار و دیده شده آن، افرادی به او پیشنهاد برای بازی در فیلم‌های پرونوگرافی دادند. لی اولین بار در فیلمی در سال ۲۰۰۲ در سن ۱۸ سالگی بازی کرد. او قبل از اینکه در سال ۲۰۰۵ در شرکت برزرز قرارداد رسمی امضا کند و وارد آمریکا شود، در انگلستان به کار پورنوگرافی می‌پرداخت. او پورنوگرافی را به صورت حرفه ای در سال ۲۰۰۶ آغاز نمود.
لی اولین فیلم خود را در برزرز در سال ۲۰۰۸ بازی کرد. برزرز یک بیلبورد تبلیغاتی با عکس کیران با تاپ و عینک آفتابی در بلوار سان ست در لس آنجلس، کالیفرنیا نصب کرد. دَن میلر، از مجله XBIZ این خبر را با عنوان «یک تبلیغ برجسته برای یک بازیگر پورن مذکر» معرفی کرد.
در اکتبر ۲۰۱۳ لی فیلم جوجه‌های سکسی با حشرات بزرگ دیدار می‌کنند را برای شرکت دیجیتال پلی‌گراوند کارگردانی کرد.
تا سال ۲۰۱۷ او حدود ۳۵۰۰ فیلم پورنو را در مقابل ۴۰۰۰ بازیگر مؤنث بازی کرد. این روزها، لی حدود ۱۸ فیلم در ماه بازی و ۲۰ فیلم در ماه را برای برازرز کارگردانی می‌کند.